# Мияко, Тиё
Тиё Мияко (яп. 都千代; 2 мая 1901, префектура Вакаяма, Япония — 22 июля 2018, Иокогама, префектура Канагава) — японская долгожительница, возраст которого подтвержден Исследовательской группой геронтологии (GRG). С 21 апреля до 22 июля 2018 года — старейший житель Земли. Возраст официально подтверждён 3 августа 2015 года. Прожила 117 лет и 81 день.
Проживала в Иокогаме. Она также является третьим по возрасту человеком в истории Японии (после Наби Тадзимы и Канэ Танаки) и входит в девятку старейших людей, которые когда-либо жили на Земле. Также она являлась последним живущим человеком, родившимся в 1901 году.

## Биография
Тиё Мияко родилась 2 мая 1901 года в городе Юаса, префектура Вакаяма, Япония. Она родилась четвёртой из пяти детей, но её старшие братья и сёстры умерли в раннем возрасте. Поэтому она росла как старший ребёнок вместе со своим младшим братом. Их родители владели оптовым магазином бумаги.
После начальной и средней школы для девочек она получила образование в телеграфной школе. Когда она была студенткой, она тайно вышла замуж за Кацудзи Мияко. В 1922 году у них родился сын, а в 1927 году родилась дочь.
Во время Второй Мировой войны они жили в Пекине. Позже они переехали в Токио, чтобы начать новую жизнь. В 1951 году Тиё овдовела. Вместе с детьми она вернулась в родительский дом.
Её сын стал профессором технологии гражданского строительства в Токийском Университете, однако в 1974 году скончался. Дочь Тиё умерла 10 лет спустя в 1984 году. После этого Мияко жила с одним из своих внуков, а в возрасте 97 лет переехала в дом престарелых.
Тиё, как сообщалось, обожала каллиграфию, которую она изучила в детстве и хорошо практиковала до старости. Также она любила общаться, а её любимыми блюдами были суши и угорь.
3 августа 2015 года её возраст был проверен Геронтологической исследовательской группой. 5 декабря 2015 года, после смерти Киёко Исигуро, Тиё Мияко стала старейшим живущим жителем префектуры Канагава.
В 2016 году Мияко перенесла ампутацию ног из-за атеросклероза.
21 апреля 2018 года, после смерти Наби Тадзимы, Мияко стала старейшим живущим человеком в мире. Вскоре она отметила свой 117-й день рождения.
22 июля 2018 года Тиё Мияко скончалась в возрасте 117 лет и 81 день.

## Рекорды долголетия
- 2 мая 2017 года стала 17-м в истории человеком, достигшим 116-летнего возраста.
- 25 октября 2017 года вошла в тройку старейших долгожителей в истории Японии.
- 10 марта 2018 года вошла в десятку старейших людей в истории.
- 21 апреля 2018 года стала старейшим жителем Земли.
- 2 мая 2018 года стала девятым человеком в истории, достигшим 117-летнего возраста.
- 30 мая 2018 года стала восьмым старейшим человеком в истории и вторым в истории Японии.